# 10 Pułk Lotnictwa Myśliwskiego (LWP)

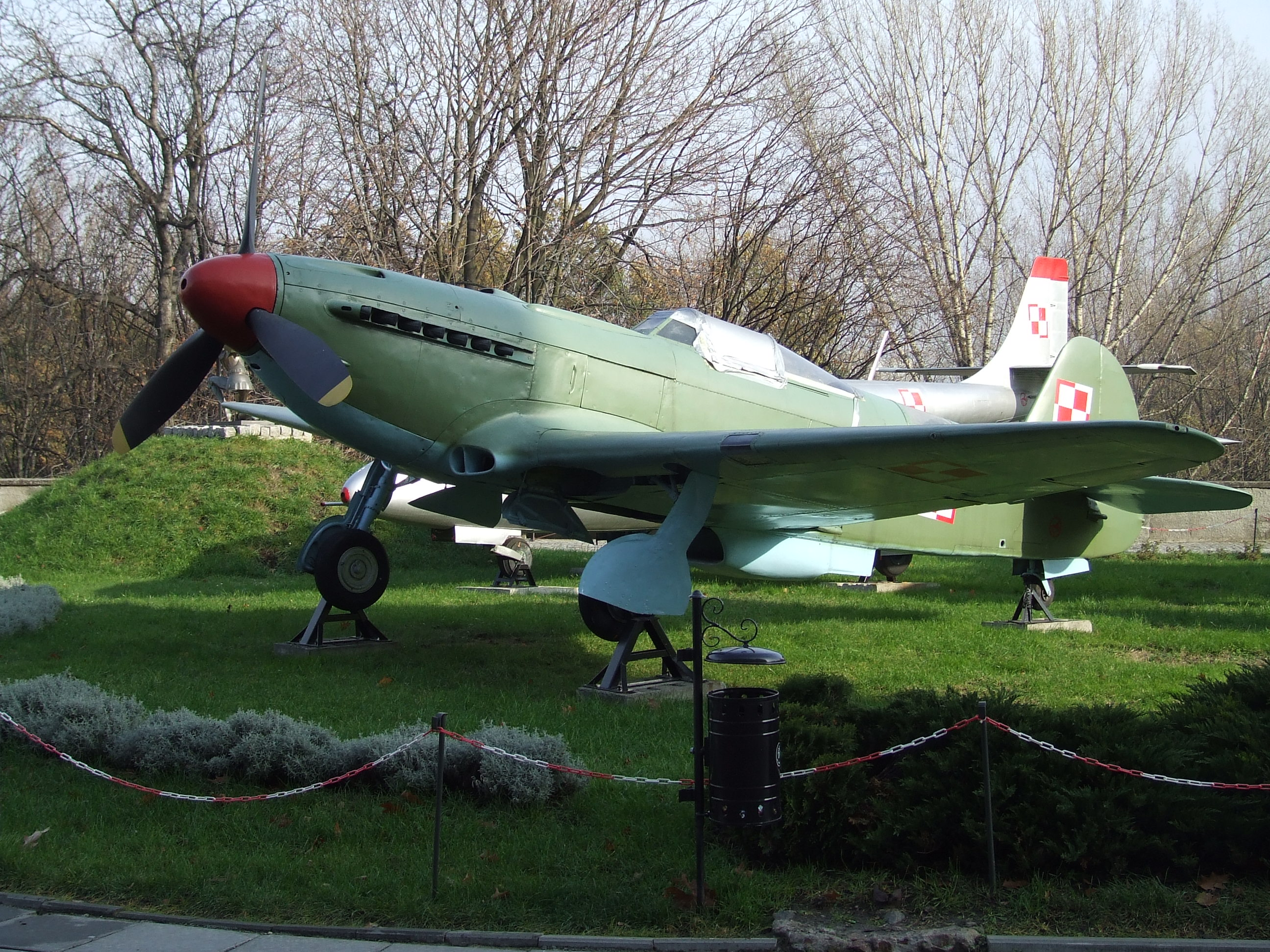
Jak-9

10 Pułk Lotnictwa Myśliwskiego (10 plm) – oddział lotnictwa myśliwskiego ludowego Wojska Polskiego.

## Formowanie i zmiany organizacyjne
W październiku 1944 roku, na bazie radzieckiego 246 Pułku Lotnictwa Myśliwskiego z 16 Armii Lotniczej, sformowano na lotnisku w Karłówce (ZSRR) 10 Pułk Lotnictwa Myśliwskiego. 
Pułk wszedł w skład 3 Dywizji Lotnictwa Myśliwskiego.
Pod koniec kwietnia 1945 roku pułku liczył 166 osób, w tym 64 oficerów, 92 podoficerów i 10 szeregowców. Pilotów było 34. Na uzbrojeniu jednostki znajdowały się 33 samoloty, z tego 30 samolotów Jak-9, 2 samoloty Jak-3 i 1 samolot łącznikowy Po-2.
W dniach 22-24 kwietnia pułk przegrupował się na przyfrontowe lotnisko Białęgi koło Kostrzyna nad Odrą.
Po zakończeniu wojny pułk powrócił na lotnisko w Kutnie, a po kilku dniach został przesunięty na lotnisko w Łęczycy. 
W 1946 roku 10 Pułk Lotnictwa Myśliwskiego przemianowano na 2 Pułk Lotnictwa Myśliwskiego. W 1967 roku pułkowi przywrócono pierwotną numerację – 10. Jego pełna nazwa brzmiała: 10 Pułk Lotnictwa Myśliwskiego im. Ludowych Partyzantów Ziemi Krakowskiej.

## Działania bojowe pułku
26 kwietnia 1945, wraz z 7 plsz samoloty pułku zwalczały oddziały niemieckie w okolicach Gross Schónebeck. Stoczono cztery walki powietrzne. Zestrzelono dwa samoloty typu FW-190. 
W dniach 25 – 27 kwietnia załogi pułku prowadziły rozpoznanie powietrzne. 27 kwietnia pułk został przebazowany na lotnisko Griinthal.
29 kwietnia, eskadry osłaniały samoloty 8 plsz, które wykonywały uderzenia na lotnisko Neuruppin. Ponadto załogi prowadziły działania rozpoznawcze w rejonie Fehrbellin, Rhinow i Rathenow. W tym dniu zestrzelilono 4 samoloty typu FW-190.
30 kwietnia pułk prowadził rozpoznanie parami okolic Neuruppin, Wusterhausen i Rhinow. Ponadto grupami po 4–6 samolotów Jak-9 w rejonie Fiatów, Kónigshorst, Paaren osłaniano drugie rzuty, tyły i stanowiska dowodzenia 1 Armii WP.
1 maja przebazowano pułk na lotnisko Eichstadt. W tym dniu wykonano 28 lotów bojowych. 3 maja samoloty pułku użyto do atakowania z broni pokładowej oddziałów niemieckich które działały z kompleksu lasów w pobliżu Kremerphaul i zagroziły lotniskom 3 DLM.
10 Pułk Lotnictwa Myśliwskiego w operacji berlińskiej wykonał 254 loty bojowe. Podczas sześciu walk powietrznych stoczonych przez 26 samolotów własnych, piloci pułku zestrzelili 7 samolotów nieprzyjaciela. Straty własne: zestrzelony przez artylerię przeciwlotniczą dowódca klucza ppor. N. Carew oraz ciężko ranny chor. pil. Michał Bajczykow.

## Obsada personalna pułku
- dowódca pułku – mjr M. Kożewnikow
- zastępcą do spraw polityczno-wychowawczych – mjr J. Pietraszenko
- szef sztabu – mjr A. Bondarenko
- nawigator pułku – kpt. Małyszko
- pomocnik dowódcy pułku do spraw strzelania powietrznego – E. Timoszkin
- dowódcy eskadr:

kpt. Aleksy Bystrow
por. Wasyl Cezar
kpt. Aleksander Kuźniecow